# ویاگوگو
ویاگوگو (انگلیسی: Viagogo) شرکت تجارت الکترونیک سوئیسی است، که در سال ۲۰۰۶ تأسیس شد.